# 茂林镇 (永善县)
茂林镇，是中华人民共和国云南省昭通市永善县下辖的一个乡镇级行政单位。

## 行政区划
茂林镇下辖以下地区：
茂林村、甘杉村、松林村、文山村、冷米村、永安村和新林村。